# Протесты за отмену квот в Бангладеш (2024)
Протесты за отмену квот в Бангладеш начались в июне 2024 года в ответ на то, что Верховный суд восстановил 30%-ную квоту на государственные должности для детей и внуков мукти-бахини, сражавшихся за независимость Бангладеш от Пакистана. Протесты и попытки их подавить привели к значительным человеческим жертвам, а также смене власти и отставке премьер-министра страны Шейх Хасины Вазед.
В 2020 году Верховый суд Бангладеш отменил систему квот на государственные должности после протестов в 2018 году. Однако, 5 июня 2024 года отменил это решение. Многие студенты почувствовали, что квоты ограничат их возможности. К недовольству квотами добавились проблемы, такие как неспособность правительства справиться с затяжным экономическим спадом, сообщения о коррупции и нарушении прав человека, а также отсутствием демократических каналов для инициирования изменений.
Правительство пыталось подавить протесты, временно закрыв учебные заведения. Добровольцы из молодёжного крыла правящей партии «Авами лиг», «Чантра лиг», использовали против протестующих огнестрельное и холодное оружие. Для подавления протестов были задействованы полиция, элитный батальон быстрого реагирования, пограничные войска и армия.

## События
5 августа длительные массовые протесты перешли на новый уровень. В результате беспорядков премьер-министр Шейх Хасина подала в отставку, сбежала из страны в Индию и попросила политического убежища в Великобритании. В тот же день на 6 часов был закрыт международный аэропорт; протестующие ворвались в «Ганобхабана» и разгромили ее. 5-6 августа в столице Дакке погибли более 230 человек и сотни людей получили ранения.
В тот же день из тюрьмы строгого режима округа Шерпур на севере Бангладеш сбежали более 500 заключенных. Толпа разгромила официальные учреждения, подожгла местный полицейский участок
5-7 августа были объявлены выходные и введен неограниченный комендантский час с 18:00 по местному времени, а также был отключен интернет.
Начальник штаба армии Бангладеш Вакер-уз-Заман объявил, что в стране будет сформировано временное правительство. На встрече президента Бангладеш Мохаммада Шахабуддина с лидерами движения «Студенты против дискриминации» было утверждено, что его возглавит Нобелевский лауреат 2006 года Мухаммад Юнус.
В сентябре 2024 года правительство опубликовало список из 708 человек, погибших во время протестов. 